# Till de Kock
Till de Kock (eigentlich Joseph de Kock, * 1915; † 3. November 2010) war ein deutscher Holzbildhauer und Puppenbildner.

## Leben
De Kock fertigte in gut 60 Jahren rund 30.000 Handpuppen, Marionetten und Stabfiguren unterschiedlicher Stilrichtungen. So stammten alleine rund die Hälfte aller Figuren, die in den 1960er Jahren auf den schleswig-holsteiner Puppenbühnen zu sehen waren, von de Kock.
Berühmt wurde de Kock, der zunächst in Kiel-Schilksee und später im Harz ansässig war, vor allem als zweiter Schnitzer nach Theo Eggink der Hohnsteiner Puppenspiele, insbesondere der Spielgruppe unter dem Puppenspieler Friedrich Arndt. Für die Hohnsteiner Bühne Friedrich Arndt schuf er sowohl Bühnenfiguren als auch die Puppen zu zahlreichen Hohnsteiner Fernsehfilmen und zur TV-Kinderserie Kasper und René (WDR). Auch die meisten Cover der Langspielplatten-Serie Der Hohnsteiner Kasper sowie die der Verkehrskasper-Hörspiele zeigen Figuren von Till de Kock.
Schuf de Kock seine Puppen zunächst in enger Anlehnung an die von Theo Eggink erdachten Figurentypen, gewann er im Laufe der Jahre mehr und mehr an eigenem Stil, löste sich – nach anfänglichem Unbehagen und längeren Diskussionen mit Friedrich Arndt – sogar ganz von der für die Hohnsteiner typischen Schnitzform und fertigte gedrechselte Puppenköpfe für Arndts musikalische Pantomime Der klingende Teppich.
Figuren in Anlehnung an die Typen der Hohnsteiner blieben aber stets de Kocks Markenzeichen. Von zahlreichen Nachahmern wurden seine Schnitzereien kopiert (teilweise unter seiner Anleitung), den für de Kock charakteristischen „Schliff“ bekam jedoch keiner von ihnen je hin. Bis heute sind Figuren von Till de Kock auf zahlreichen Puppenbühnen zu sehen.
Till de Kock schloss seine Werkstatt erst 2003 im Alter von fast 90 Jahren. Sein letzter Kasperkopf ist ebenso wie seine wiederaufgebaute Werkstatt und eine Vielzahl seiner historischen Bühnenfiguren im Museum für PuppentheaterKultur in Bad Kreuznach ausgestellt. Außerdem sind zahlreiche Kock-Figuren (u. a. ein vollständiges Ensemble zu Der Räuber Hotzenplotz von Otfried Preußler sowie Figurensätze zu den Märchen Rumpelstilzchen und Der Froschkönig oder der eiserne Heinrich der Brüder Grimm) auf der Bühne des Puppentheaters Luna zu sehen und befinden sich in verschiedenen anderen privaten Sammlungen.